# De Roode Leeuw (Amsterdam)
De Roode Leeuw is een 4-sterren hotel en brasserie gevestigd aan het Damrak in Amsterdam. Het is één van de oudste hotels van Nederland met een geschiedenis die teruggaat tot de middeleeuwen.

## Geschiedenis

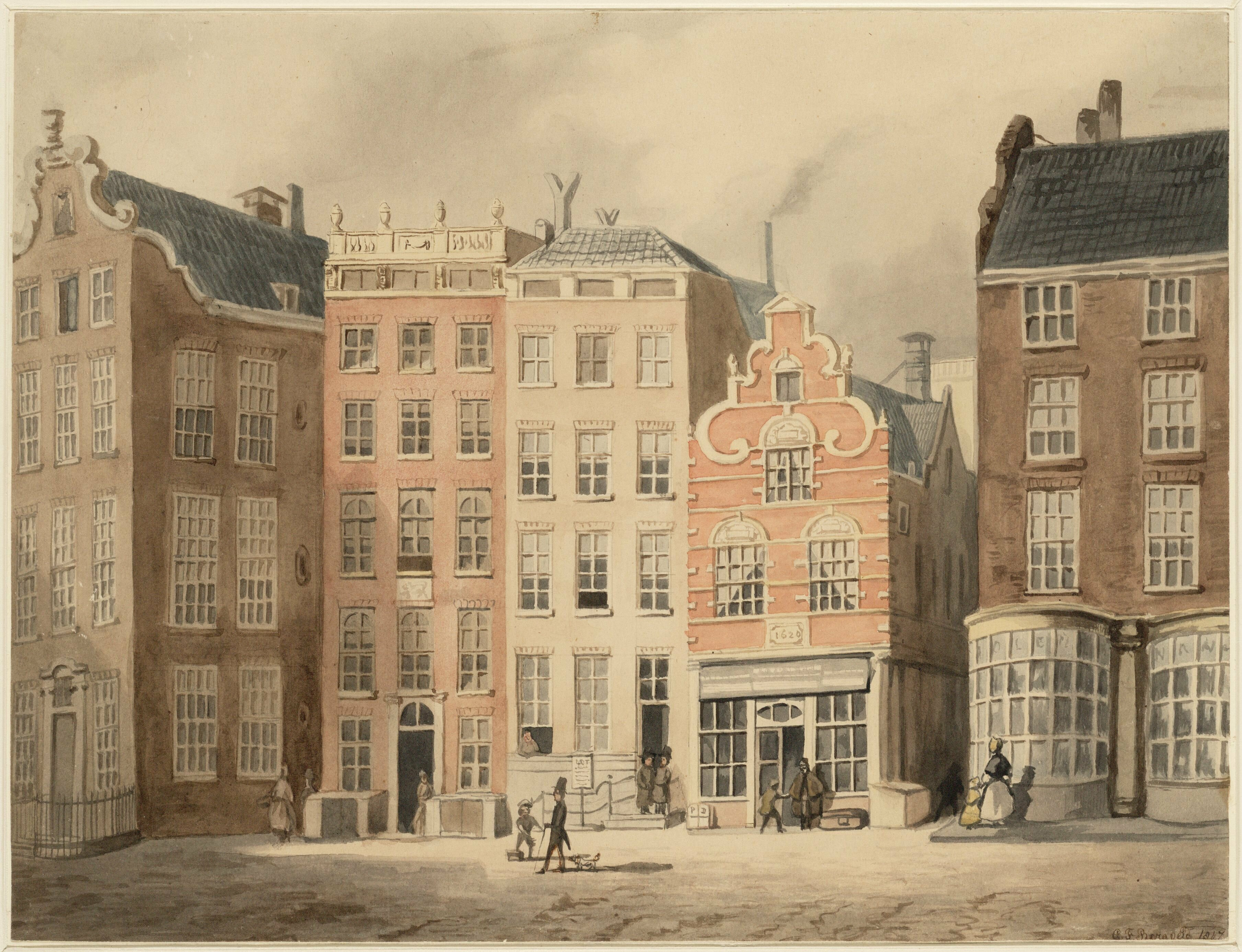
In het midden de drie panden die in 1837 plaats moesten maken voor Sociëteit de Vriendschap: De Gouden Leeuw, de Engelsche Dog en de Roode Leeuw.

### Herberg de Roode Leeuw
De geschiedenis van De Roode Leeuw gaat terug tot 1454, toen tapper Simon Pietersz een herberg pachtte van priester Jan Damaesz. De Roode Leeuw was destijds gevestigd aan de zuidkant van de Dam, op de hoek met de Kromelleboogsteeg. De Kromelleboogsteeg werd ook wel de Rooleeuwsteegje of de Roode Leeuwsteeg genoemd. Aan het hoekhuis hing een rode leeuw uit.
‘De Roode Leeuw’ was in de middeleeuwen een veelvoorkomende naam voor herbergen, vooral in het Graafschap Holland maar ook daarbuiten. Met deze benaming gaf de herberg te kennen over een tapvergunning te beschikken, een goede reputatie te hebben en dat vreemdelingen er veilig konden overnachten.
Medio 16e eeuw was De Roode Leeuw één van de vooraanstaande herbergen van Amsterdam. Vanaf de 19e eeuw werd de Roode Leeuw aangeduid als koffiehuis.
In 1837 werd het pand waarin de Roode Leeuw gevestigd was, opgekocht door Sociëteit de Vriendschap om een sociëteitsgebouw te stichten, dat later werd omgedoopt tot “Zeemanshoop”.
Tegenwoordig staat op deze plek het gebouw van Peek & Cloppenburg (Dam 18-20). In de gevelstenen is een leeuw met onderschrift "Roode Leeuw'" gegraveerd, verwijzend naar het gebouw wat hier stond.

### Koffiehuis De Roode Leeuw - Vijgendam 22

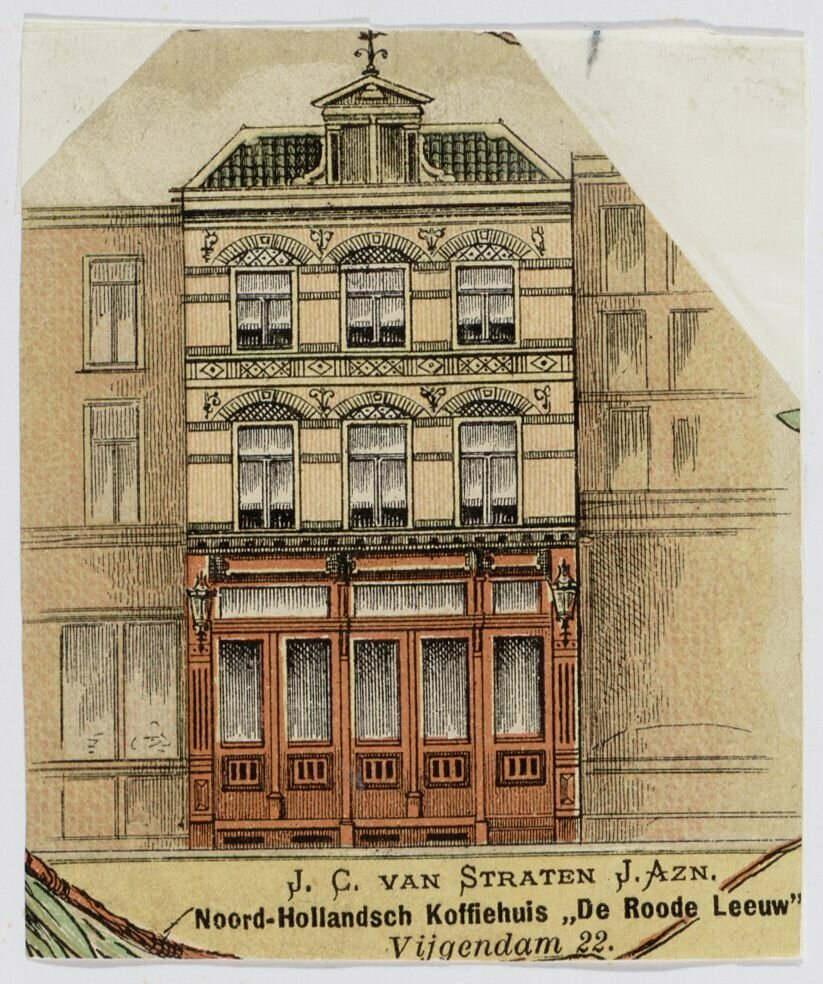
Prent van Koffiehuis de Roode Leeuw aan de Vijgendam 22

Koffiehuis De Roode Leeuw verhuisde in 1838 naar de Vijgendam 22, aan de noordkant van de Dam, waar het bedrijf gecontinueerd werd. De uitbater was toen J. Surendonk.
Het koffiehuis was een plek voor ontmoetingen en vergaderingen van diverse gezelschappen. Zo werd in 1877 de Makelaarssociëteit (later hernoemd tot de Makelaars Vereniging Amsterdam) hier opgericht. Het gebouw werd ook gebruikt voor openbare aanbestedingsprocedures en als repetitieruimte voor zangkoren. Het Amsterdamsch Studenten Corps had tijdelijk onderdak in de periode 1905-1906.
De Roode Leeuw was ook een bekende schaaklocatie. Zo bood het een speellokaal aan het Vereenigd Amsterdamsch Schaakgenootschap (VAS). Toen het VAS in 1889 een internationaal schaaktoernooi organiseerde, werden de partijen hier gespeeld. De Nederlandse Schaakbond hield hier enkele malen haar jaarvergadering.
Eind 1911 bepaalde de Gemeente Amsterdam dat de Vijgendam gesloopt moest worden voor nieuwbouw. De eigenaar van de Roode Leeuw (de Maatschappij tot exploitatie van hotels en koffiehuizen De Adelaar) moest worden uitgekocht, wat leidde tot een gerechtelijke procedure. Uiteindelijk ontving de eigenaar 341.000 gulden, wat ruim drie keer zoveel was dan de 105.000 gulden die de gemeente aanvankelijk bood.

### Hotel De Roode Leeuw
De N.V. tot Exploitatie van Hotel Café Restaurant De Roode Leeuw werd opgericht op 16 oktober 1911 door Ernest de Pesters en Pierre Bicker. Hoewel deze onderneming geen directe voortzetting van het koffiehuis is, claimt zij de geschiedenis.
De Roode Leeuw nam intrek in de locatie aan het Damrak (nummer 93-94), waar het nog steeds gevestigd is. Het gebouw werd ontworpen door Foeke Kuipers. De officiële opening vond plaats op 3 augustus 1912.
In 1918 werden aangrenzende panden ingelijfd en werd de capaciteit van het hotel vergroot.
Na de Tweede Wereldoorlog fungeerde De Roode Leeuw als Leave Center voor Canadese militairen. Een Leave Center is een plek waar de militairen hun verlofdagen doorbrachten.
Op 23 mei 2006 werd het gebouw van Hotel de Roode Leeuw een gemeentelijk monument.
Op 16 oktober 2011 vierde N.V. Hotel Café Restaurant De Roode Leeuw haar 100ste verjaardag. Dit werd gevierd in de Nieuwe Kerk. Ze verkreeg het predicaat hofleverancier.
Anno 2023 is het hotel nog altijd in handen van nazaten van de oprichters.